# María del Mar Feito
María del Mar Feito Acebo    (nacida el 10 de septiembre de 1975 en Madrid, Comunidad de Madrid) es una exjugadora de hockey sobre hierba española. Disputó los Juegos Olímpicos de Atlanta 1996, Sídney 2000 y Atenas 2004  con España, obteniendo un octavo, cuarto y décimo puesto, respectivamente.Act

## Participaciones en Juegos Olímpicos
- Atlanta 1996, puesto 8.
- Sídney 2000, puesto 4.
- Atenas 2004, puesto 10.